# Еври-Куркурон
Еври пренасочва насам.  За други значения вижте Еври (пояснение).
Еврѝ-Куркуро̀н (на френски: Évry-Courcouronnes) е град в северна Франция, административен център на департамент Есон, окръг Еври и кантон Еври в регион Ил дьо Франс. Населението му е около 67 000 души (2015).
Разположен е на 58 метра надморска височина в Парижкия басейн, на левия бряг на река Сена и на 25 километра южно от центъра на Париж. Селището е създадено в началото на 2019 година със сливането на дотогава самостоятелните Еври и Куркурон. Еври се споменава за първи път през 988 година, но остава малко земеделско градче до средата на XX век, когато бързо се разраства в едно от големите предградия на Париж.

## Известни личности
Родени в Еври-Куркурон
- Орелиен Нгейтала (р. 1994), футболист